# Lette Valeska
Lette Valeska (Braunschweig, 20 de agosto de 1885 - 8 de enero de 1985) fue una fotógrafa, pintora y escultora de la comunidad de Hollywood. Cuando el régimen nazi confiscó la planta química de su marido, dejó su tierra natal de Alemania y viajó con su marido y su hija, mudándose a la ciudad de Nueva York en 1937. En 1938 dejó a su esposo y se mudó a Los Ángeles, donde pasó el resto de su vida. Comenzó una carrera fotográfica de retratos de niños y rápidamente ganó notoriedad entre las estrellas de Hollywood. Trabajó como archivista para la colección Blue Four del Museo de Arte de Pasadena. Al final de la Segunda Guerra Mundial, organizó una amistad por correspondencia entre niños de California y Ryswyck, Holanda, en agradecimiento por la ayuda de los ciudadanos de Ryswyck a los refugiados del holocausto. A los 50 años, Valeska comenzó a pintar ya los 70 comenzó a esculpir. Apareció en el documental de NBC ganador del premio Emmy "The Heart Is Not Wrinkled" en 1969.
Las fotografías de Valeska siempre fueron tomadas en las casas de sus  protagonistas en lugar de en un estudio, un método que utilizó para captar las imágenes de personas reales en sus propios entornos. Sin haber recibido formación formal como artista, su obra de arte expresa su alma en lugar de su competencia técnica. A Valeska y Galka Scheyer se les atribuye la introducción del expresionismo alemán en la escena artística del sur de California a través de su trabajo con los Blue Four.

## Primeros años
Valeska Heinemann nació en Braunschweig, Alemania, hija de los dueños de unos grandes almacenes. Aunque era de ascendencia judía, su familia fue asimilada a la sociedad alemana y ella tuvo poco interés en sus raíces durante su juventud. Asistió a una escuela de niñas de 1891 a 1901, después de lo cual estudió lengua y literatura inglesa, francesa e italiana durante ocho años con tutores privados. Comenzó a experimentar con la fotografía a los 12 años y llevaba una cámara a todos lados.
De 1911 a 1914 trabajó como secretaria de lengua alemana para una revista de ingeniería en Bruselas, Bélgica. Después de regresar a Braunschweig y de regreso a Bruselas, se casó con Ernst Heyman, propietario de una fábrica química en Frankfurt en 1920. Vivieron en Frankfurt con su hija, Hella, hasta 1932, cuando la familia se mudó a París. Los nazis confiscaron la fábrica de productos químicos un año después, pero Ernst abrió otra sucursal de la fábrica, que financió sus viajes a Palestina y por toda Europa. En 1937 Valeska, Ernst y Hella emigraron a Nueva York. Un año después, Valeska y Ernst se separaron y Valeska se mudó a Los Ángeles a petición de su amiga de la infancia, Galka Scheyer.

## Carrera fotográfica
Poco después de que Valeska llegara a Los Ángeles, obtuvo permiso para fotografiar a niños en la escuela primaria de UCLA con fines educativos. Creó su propia exposición para padres y maestros en 1939, y luego sus fotografías se usaron para ilustrar el programa educativo del jardín de infancia de la escuela para educadores de California.
Las fotografías de niños en edad escolar de Valeska captaron la atención del mundo artístico en Los Ángeles. La señora de David Selznick le pidió a Valeska que fotografiara un día en la vida de sus hijos, y su esposo quedó tan impresionado que le encargó fotografiar estrellas de Hollywood. Esto la lanzó a una carrera de fotografiar celebridades y sus familias en  suscasa, incluyendo a Elizabeth Taylor, Gregory Peck, Mickey Rooney, Rita Hayworth, Jennifer Jones, James Stewart, Rhonda Fleming, Joseph Cotten, Natalie Wood y Margaret O'Brien. Valeska dirigió varios proyectos más de fotografía. En 1942, el Departamento de Educación de California asignó a Valeska la fotografía de un día típico en una escuela rural unitaria para los países miembros de la conferencia educativa interamericana. En 1951, el Consejo de Federaciones Judías del Gran Los Ángeles, le pidió que fotografiara a los indigentes de Israel para recaudar fondos para ayudar a los refugiados.
En diciembre de 1941, la carrera fotográfica de Valeska se vio interrumpida cuando el gobierno de Estados Unidos confiscó sus cámaras porque no era ciudadana estadounidense. El director de la escuela primaria de UCLA y otras personas familiarizadas con el trabajo de Valeska escribieron cartas al fiscal general avalando su apoyo al gobierno de EE. UU. y solicitando la devolución de sus cámaras. Las cámaras fueron devueltas bastante rápido, pero con restricciones sobre su uso.
En noviembre de 1945, al final de la Segunda Guerra Mundial, Valeska estableció un proyectos de amistad por carta entre los niños de Los Ángeles y Ryswyk, Holanda, un pueblo cuyos residentes protegieron a sus amigos y otros judíos del Holocausto. Se puso en contacto con el alcalde de Ryswyk que le facilitó los nombres y direcciones de los niños de la ciudad. La campaña comenzó en la escuela primaria de UCLA, cuyos estudiantes "adoptaron" niños en Ryswyk y les enviaron cartas, ropa y comida. Pronto se alentó a los niños de Los Ángeles a participar en la campaña, y más de 2000 niños en Ryswyk recibieron paquetes. Otras ciudades americanas se inspiraron en este programa y establecieron sus propias campañas de amistad con otras ciudades europeas afectadas por la guerra. En 1950, Valeska visitó Ryswyk, donde fue recibida con desfiles y ceremonias y la tituló "La madre de Ryswyk".

## Carrera de Pintura y Escultura

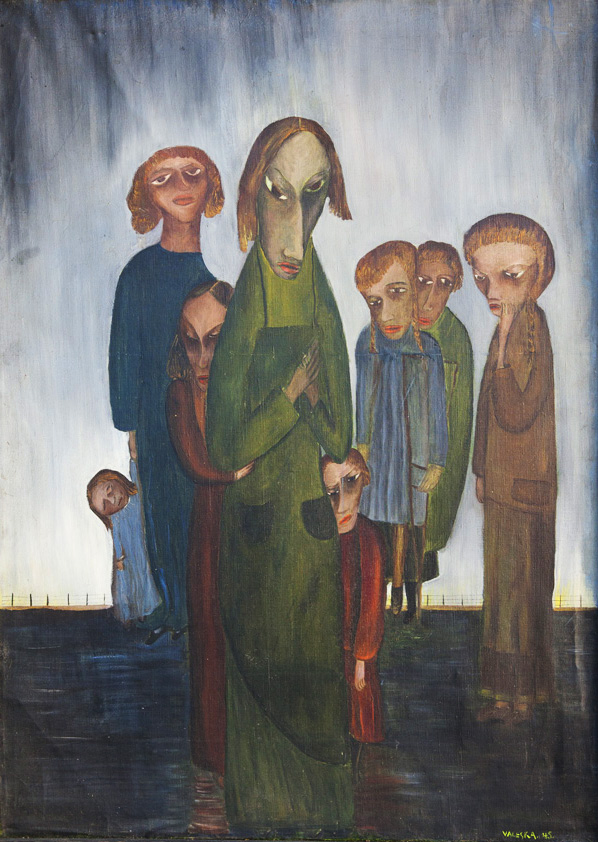
Sigo esperando de Lette Valeska, 1945.

Galka Scheyer animó a Valeska a comenzar a pintar en 1939, a la edad de 54 años, a pesar de que no tenía una formación formal. Scheyer había estado enseñando a los niños a pintar de forma espontánea y expresiva, y agradeció la inexperiencia de Valeska con el medio. Valeska desarrolló su propio estilo pictórico, caracterizado por rostros alargados y riqueza de color y detalle, aunque algunas pinturas son apagadas y sombrías. Su arte representa motivos religiosos judíos y el sufrimiento judío, aunque en realidad ella creció alejada de estas experiencias religiosas y culturales. Sus familiares y sus propias experiencias con el régimen nazi la motivaron a redescubrir sus raíces judías. Cuando se mudó a Los Ángeles, estudió historia y literatura judías, se unió al grupo de Hadassah de Los Ángeles y participó en otras organizaciones judías. Sin embargo, Valeska afirmaba que los temas de sus pinturas "nacieron inconscientemente" de una fuerza mayor. Sus pinturas han sido mostradas en diferentes exposiciones en galerías, incluida su propia exposición individual en la galería La Tortue en Santa Mónica en 1970.
Valeska comenzó a esculpir con arcilla en 1955 a la edad de 70 años con la guía de la escultora Jane Ullman. Tampoco tuvo una formación formal en este medio y continuó representando temas judíos en su escultura. Su escultura se exhibió en la Universidad de Brandeis en 1966 y, junto con sus pinturas y fotografías, en una exposición individual en el Edificio de la Comunidad Judía de Los Ángeles en 1980, entre otros lugares.